# Європейське оборонне агентство
Європейське оборонне агентство — агентство Європейського союзу, штаб якого розташований у Брюсселі. Воно є органом загальної зовнішньої політики і політики безпеки, засновано 12 липня 2004 року та представляє звіти Раді Європейського союзу. Всі країни-члени ЄС за винятком Данії беруть участь у діяльності агентства. Норвегія, яка не входить до ЄС, отримала право брати участь у діяльності агентства, але без права голосу.
Агентство тісно співпрацює з НАТО.

## Завдання
Рада Європейського союзу створила агентство для підтримки держав-членів в їх зусиллях щодо вдосконалення європейського оборонного потенціалу в галузі кризового управління, європейської безпеки та оборонної політики. Головними функціями організації є:
- Розвиток оборонного потенціалу;
- Сприяння європейському співробітництву в галузі озброєння;
- Створення конкурентоспроможного європейського ринку військового обладнання;
- Підвищення ефективності європейських оборонних досліджень і технологій.

## Структура
Агентство управляється трьома елементами.
- Глава агентства: відповідальний за загальну організацію та функціонування, забезпечує виконання керівних принципів і рішень, очолює наради міністрів Керівного ради;
- Керівний рада: орган прийняття рішень, що з міністрів оборони беруть участь держав, а також представник Європейської комісії.
- Виконавчий директор: керівник апарату.

На 2009 рік у Європейському оборонному агентстві працювали 109 осіб.

## Бюджет

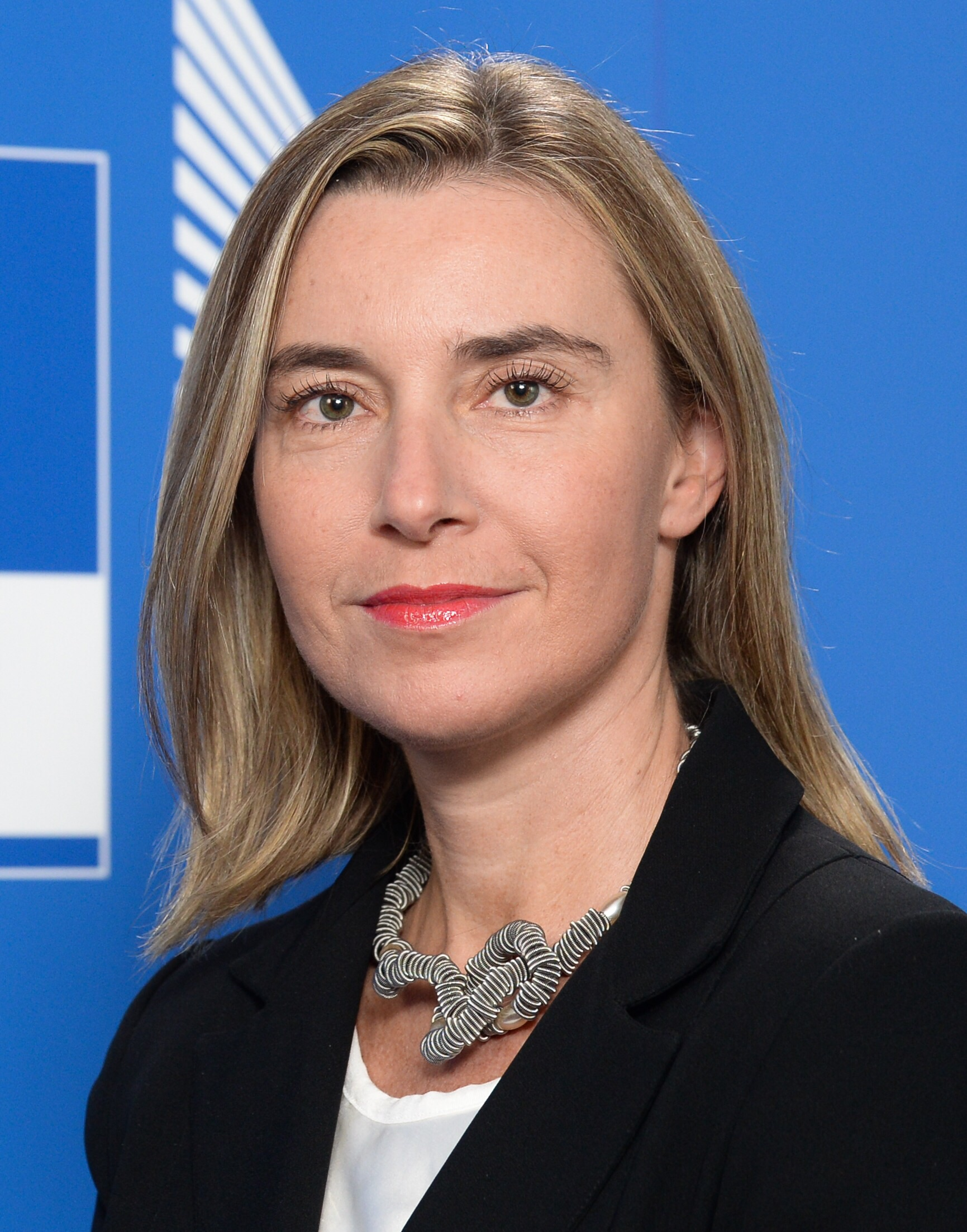
Федеріка Могеріні - глава Європейського оборонного агентства

| Рік  | Бюджет (в млн. €) | Витрати (в млн. €) |
| ---- | ----------------- | ------------------ |
| 2004 | 1.9               | 0.4                |
| 2005 | 20.7              | 12.8               |
| 2006 | 22.7              | 18.8               |
| 2007 | 22.4              | 21.5               |
| 2008 | 27.5              | 26.2               |
| 2009 | 29.2              | 28.1               |
| 2010 | 31.0              | 30.5               |
| 2011 | 30.5              | 30.5               |
| 2012 | 30.5              | 30.5               |
| 2013 | 30.5              | 30.5               |
| 2014 | 30.5              | 30.5               |
| 2015 | 30.5              | 30.1               |
| 2016 | 30.5              | 30.5               |
| 2017 | 31.0              | 31.0               |
| 2018 |                   | немає даних        |